# ستيف ريد (لاعب غولف)
ستيف ريد (بالإنجليزية: Steve Reid)‏ هو لاعب غولف أمريكي، ولد في 27 يوليو 1936 في سانتا باربارا في الولايات المتحدة.

## وصلات خارجية
- ستيف ريد على موقع رابطة لاعبي الغولف المحترفين (الإنجليزية)